# 에릭 캔터
에릭 이반 캔터(Eric Ivan Cantor, 1963년 6월 6일 ~ )는 미국의 정치인이다.

## 학력
- 조지 워싱턴 대학교 인문사회 학사
- 윌리엄 & 메리 칼리지 법무박사
- 컬럼비아 대학교 과학 석사

## 경력
- 1992.01 ~ 2001.01 제147·148·149·150·151대 버지니아 제73선거구 하원의원
- 2001.01 ~ 2014.08 제107·108·109·110·111·112·113대 미국 버지니아주 제7선거구 연방하원의원
- 2003.01 ~ 2009.01 공화당 하원 원내수석부총무
- 2009.01 ~ 2011.01 미국 하원 소수당 원내총무
- 2011.01 ~ 2014.08 미국 하원 다수당 원내대표

## 역대 선거 결과
| 선거명      | 직책명                         | 대수  | 정당   | 득표율 | 득표수    | 결과 | 당락                     |
| ----------- | ------------------------------ | ----- | ------ | ------ | --------- | ---- | ------------------------ |
| 1991년 선거 | 하원의원 (버지니아 제73선거구) | 147대 | 공화당 | 96.50% | 11,735표  | 1위  | 버지니아 주의원 당선     |
| 1993년 선거 | 하원의원 (버지니아 제73선거구) | 148대 | 공화당 | 79.26% | 19,515표  | 1위  | 버지니아 주의원 당선     |
| 1995년 선거 | 하원의원 (버지니아 제73선거구) | 149대 | 공화당 | 99.51% | 15,509표  | 1위  | 버지니아 주의원 당선     |
| 1997년 선거 | 하원의원 (버지니아 제73선거구) | 150대 | 공화당 | 98.95% | 22,519표  | 1위  | 버지니아 주의원 당선     |
| 1999년 선거 | 하원의원 (버지니아 제73선거구) | 151대 | 공화당 | 98.47% | 10,030표  | 1위  | 버지니아 주의원 당선     |
| 2000년 선거 | 하원의원 (버지니아 제7선거구)  | 107대 | 공화당 | 66.92% | 192,652표 | 1위  | 버지니아주 하원의원 당선 |
| 2002년 선거 | 하원의원 (버지니아 제7선거구)  | 108대 | 공화당 | 69.45% | 113,658표 | 1위  | 버지니아주 하원의원 당선 |
| 2004년 선거 | 하원의원 (버지니아 제7선거구)  | 109대 | 공화당 | 75.63% | 230,697표 | 1위  | 버지니아주 하원의원 당선 |
| 2006년 선거 | 하원의원 (버지니아 제7선거구)  | 110대 | 공화당 | 63.85% | 163,706표 | 1위  | 버지니아주 하원의원 당선 |
| 2008년 선거 | 하원의원 (버지니아 제7선거구)  | 111대 | 공화당 | 62.72% | 233,531표 | 1위  | 버지니아주 하원의원 당선 |
| 2010년 선거 | 하원의원 (버지니아 제7선거구)  | 112대 | 공화당 | 59.22% | 138,209표 | 1위  | 버지니아주 하원의원 당선 |
| 2012년 선거 | 하원의원 (버지니아 제7선거구)  | 113대 | 공화당 | 58.39% | 222,983표 | 1위  | 버지니아주 하원의원 당선 |

## 참고 자료
- 위키미디어 공용에 에릭 캔터 관련 미디어 분류가 있습니다.